# 楠根宗生
楠根 宗生（くすね むねお、1901年10月25日 - 1989年8月10日）は、日本の実業家。
西日本鉄道社長を務め、西鉄ライオンズオーナーも歴任した。

## 来歴
1901年10月25日に大分県中津市で生まれる。1931年に京都帝国大学経済学部を卒業し、翌年に西日本鉄道の前身である九州電気軌道に入社した。
庶務課長、総務部長、取締役を経て1963年から社長に就任し、西鉄ライオンズのオーナーにも就任した。しかし、社長在任時に黒い霧事件が発生し、チームの八百長事件の責任を取る形で1970年に社長と球団オーナーを辞任した。社長は吉本弘次が、球団オーナーは木本元敬が継いだ。
1966年に藍綬褒章を受章し、1973年に勲二等瑞宝章を受章した。
1989年8月10日に肝不全ため、福岡市の福岡大学病院で死去、87歳没。